# Skeletocutis perennis
Skeletocutis perennis är en svampart som beskrevs av Ryvarden 1986. Skeletocutis perennis ingår i släktet Skeletocutis och familjen Polyporaceae.   Inga underarter finns listade i Catalogue of Life.